# Коромысло помесное
Коромысло помесное, или коромысло спутанное, или смешанное коромысло, (Aeshna mixta) — вид стрекоз семейства коромысловых (Aeshnidae).

## Описание

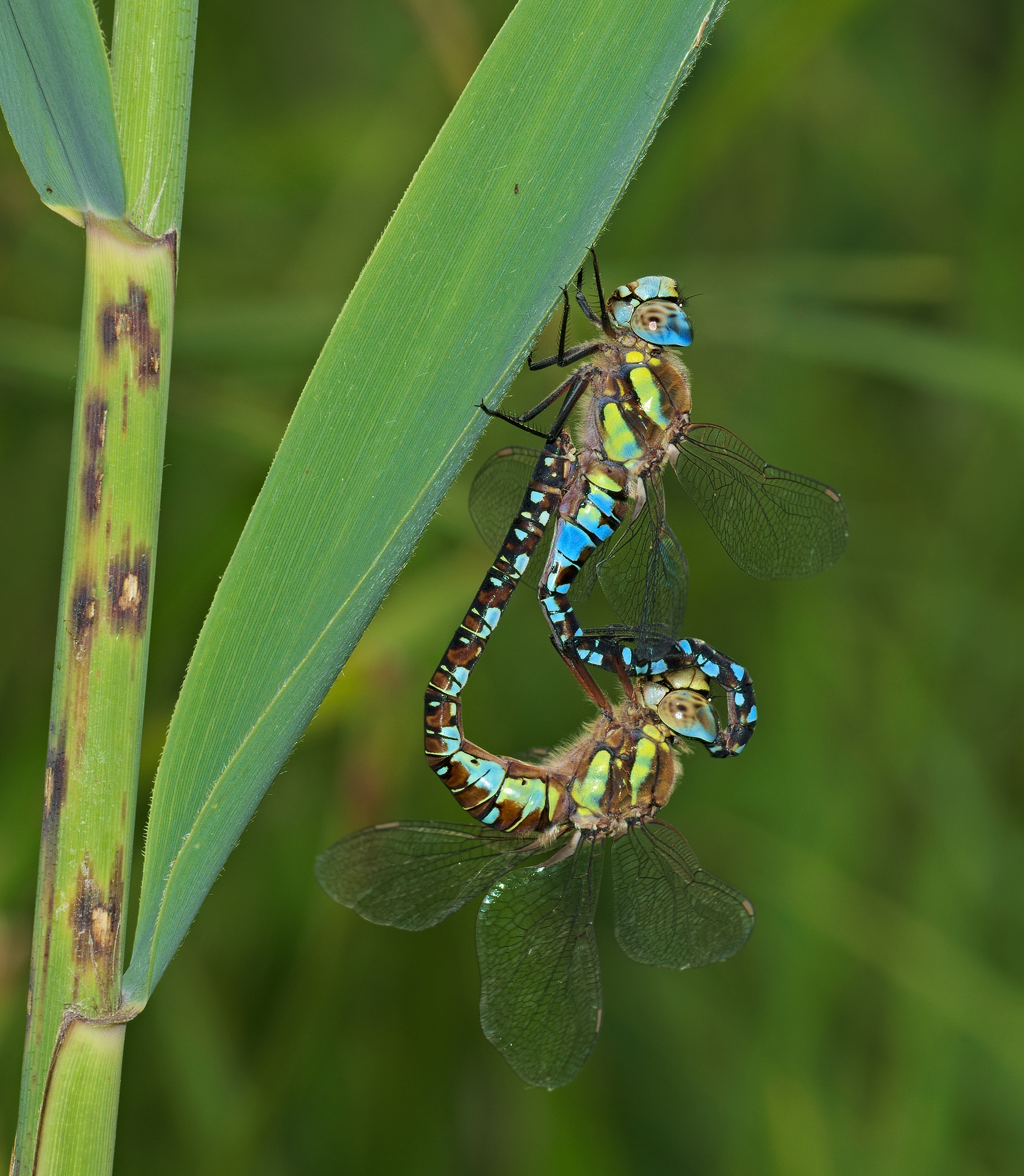
Спаривающаяся пара

Длина 56—64 мм, длина брюшка 43—54 мм, заднее крыло 37—42 мм.. Глаза соприкасаются друг с другом. Тело пестро окрашенное. На лбу имеется Т-образный чёрный рисунок. На груди имеются голубые пятна у основания крыльев. Бока груди буроватого цвета, с 2 широкими изолированными зеленовато-желтыми полосками между швами.
У самцов брюшные тергиты с III по VII имеют сзади по одной паре крупных пятен голубого цвета и спереди по одной паре узких поперечных полосок, которые весьма часто жёлтые, а не голубые. Яйцеклад самок короткий, его задний конец не заходит за последний сегмент брюшка.

## Биология
Время лёта: конец июня — середина октября. Мигрирующий вид, способный заселять большинство типов стоячих и медленно текущих водоёмов.